# Ordinador domèstic
|  | Aquest article tracta principalment d'una certa classe d'ordinadors personals de finals de la dècada de 1970 a mitjan dècada de 1980. Vegeu servidor domèstic i automatització domèstica o ordinador de sobretaula per a altres usos d'un ordinador a la llar. |

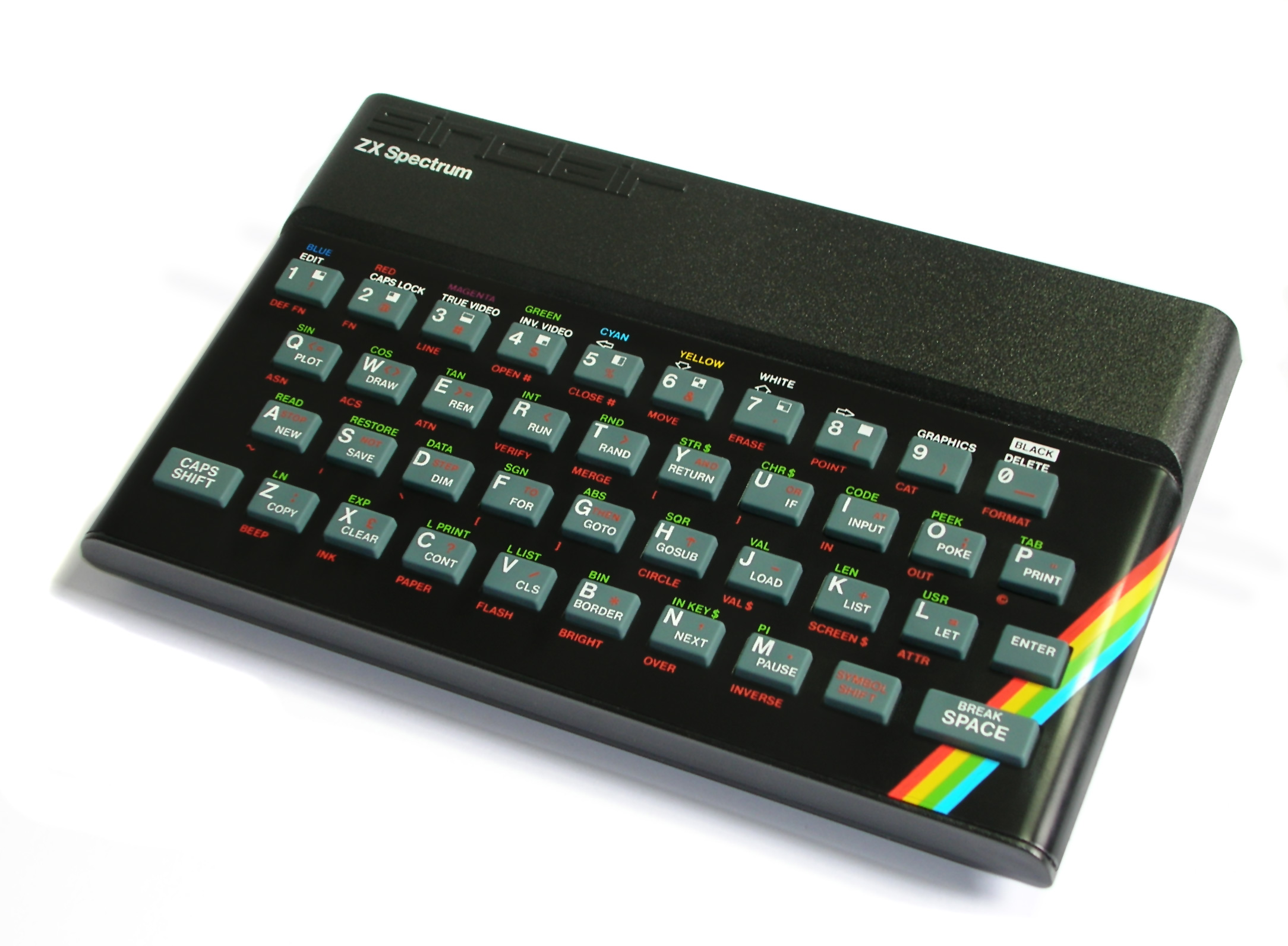
El popular Sinclair ZX Spectrum utilitzava el microprocessador Z80.

Es denomina ordinador domèstic (o pres de l'anglès i del castellà computadora domèstica) a la segona generació d'ordinadors, va ser un tipus de microordinadors que van entrar al mercat amb el naixement de l'Altair 8800 i s'estén fins a principis de la dècada de 1990. Això engloba a tots els ordinadors de 8 bits (principalment amb CPU Zilog Z80, MOS Technology 6502 o Motorola 6800) i a la primera generació d'equips amb CPU de 16 bits (principalment Motorola 68000 i Intel 8086 i 8088). El terme prové que va portar l'ordinador de la indústria a la llar. Encara que se sol excloure d'aquest grup als ordinadors IBM compatibles, però cal destacar que fins al triomf definitiu i l'adopció del terme "ordinador personal", van haver de competir amb les línies patrocinades per Atari, Commodore i Apple Computer, per la qual cosa alguns opten per incloure en la categoria de domèstic als models més significatius de 16 bits, o almenys als ordinadors compatibles orientats al mateix mercat com la gamma Tandy.
En certa manera, guardant certa similitud amb les noves formes animals aparegudes en el període Cambrià, una gran quantitat de màquines de totes les classes, incloent rareses com l'ordinador Jupiter Ace en llenguatge Forth apareixien al mercat i desapareixien de nou. Alguns tipus d'ordinadors van romandre durant més temps, d'altres van evolucionar tractant de mantenir la compatibilitat (existeixen, per exemple, targetes d'emulació Apple II per als primers Mac). No obstant això, al final de la dècada la majoria van ser eliminats per l'ordinador personal compatible amb IBM i les generacions més noves de consoles de joc perquè ambdues utilitzaven els seus propis formats incompatibles. La revolució IBM va ser provocada el 1981 per l'arribada de l'ordinador personal de IBM 5150, l'IBM PC.

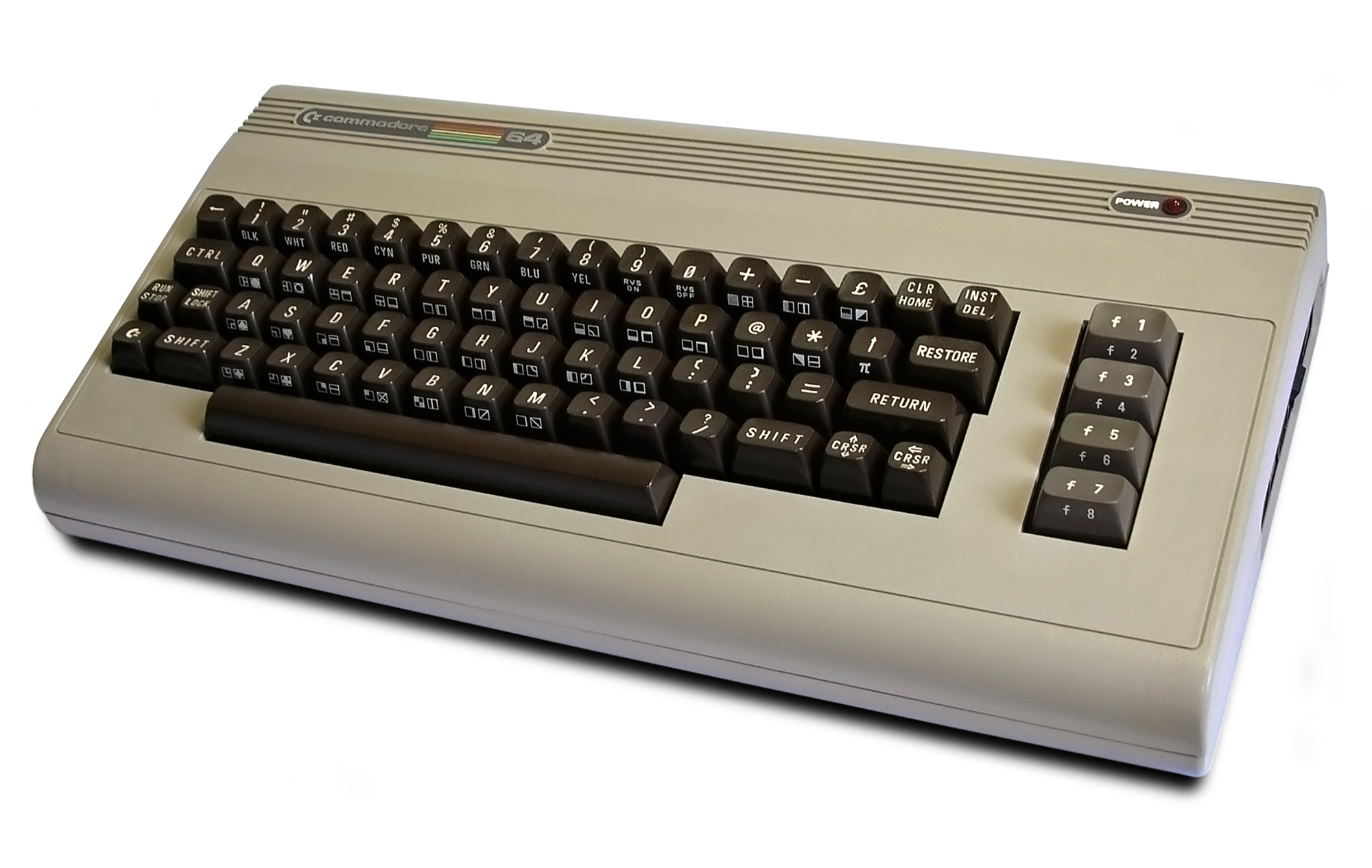
Commodore 64 amb 16 colors i teclat professional.

Malgrat això, segueixen existint grups d'usuaris que no renuncien a usar i millorar els seus vells equips dotant-los de les possibilitats modernes com disc dur o connexió a Internet. Encara que totes són molt actives (tenint en compte la cada vegada menor base d'usuaris), destaquen per mèrit propi la d'usuaris de MSX en els 8 bits i la de Commodore Amiga en els 16 bits (qualificats per un redactor de MacByte com els llogarets d'irreductibles gals que resisteixen el setge de les legions Wintel). Així mateix han donat naixement a una sèrie d'aficions que se solen englobar sota el terme retroinformàtica.
Una de les més conegudes és l'emulació, normalment per programari, però també per maquinari, d'aquests antics ordinadors i consoles en tot tipus de dispositius: moderns ordinadors personals, consoles, PDAs, telèfons mòbils, reproductors de DVD descodificadors de TDT, càmeres fotogràfiques digitals, etc.
Molts d'aquests ordinadors eren superficialment similars i tenien usualment un teclat de fabricació barat integrat en la carcassa que contenia sota la placa mare amb la CPU, una font d'alimentació externa i com a unitat de visualització més comuna un televisor. Molts utilitzaven cintes de cassets d'àudio compactes com a mecanisme (notòriament poc fiable) d'emmagatzematge de dades, ja que les unitats de disc flexible eren molt cares en aquella època. El seu baix preu era comú en la majoria d'ordinadors.
A part de casos com CP/M i OS-9, la majoria tenen a la ROM les rutines bàsiques (que podrien considerar-se el seu sistema operatiu) juntament amb el llenguatge BASIC. És el que avui sol conèixer-se com el firmware dels perifèrics (una unitat de disc o lector de DVD pot portar integrat en el seu circuit de xips de microcontroladors precisament basats en les CPUs d'aquests equips).